# Ylipe
Ylipe, eigentlich Philippe Labarthe (* 9. Januar 1936 in Bordeaux, Département Gironde; † 8. Mai 2003 ebenda), war ein französischer Karikaturist und Maler (Surrealismus).

## Leben
Ylipe wuchs in Bordeaux auf, absolvierte dort seine Schulzeit und begann dort auch Kunst zu studieren. Später wechselte er nach Paris und fand dort bald schon Anschluss an verschiedene Künstlergruppen. Über den Maler Philippe Lejeune (1924–2014) und dessen Ehefrau Geneviève Dormann machte er die Bekanntschaft von Robert Barrat.
Da er gleich diesem die Kolonialpolitik seines Landes ablehnte und ein Gegner der französischen Doktrin (→Algerienkrieg) war, gehörte Ylipe im September 1960 auch zu den Unterzeichnern des Manifests der 121. Interessiert am Surrealismus, gehörte er zu den Freunden André Bretons und arbeitete auch mit Robert Lapoujade und Jacques-Francis Rolland zusammen.
Durch Rollands Kontakte wurde Ylipe  Mitarbeiter des Nachrichtenmagazins L’Express und er illustrierte auch Zeitschriften wie Les Lettres Nouvelles und Arts. Neben seinem Brotberuf entstand mit den Jahren ein beachtliches eigenständiges künstlerisches Werk, das bald in Europa und den USA auf Ausstellungen zu sehen war.
Sein Pseudonym entstand, da Philippe Labarthe die erste Silbe seines Vornamens Phi durch den griechischen Buchstaben φ ersetzte, also φlipe. Der Literaturkritiker Maurice Nadeau las unabsichtlich das φ als y und Labarthe übernahm fortan diese Schreibweise.
Größer werdende Gesundheitsproblem zwangen Ylipe ab 2000 nahezu mit dem Malen aufzuhören. Er verlegte sich nun auf das Schreiben und es entstanden mit viel schwarzem Humor viele Aphorismen. Dominique Noguez (1942–2019) beschrieb Ylipe einmal als „misanthrope étincelant“ (Strahlender Misanthrop).
Am 8. Mai 2003 starb Ylipe in Bordeaux an Lungenkrebs.

## Werke (Auswahl)
Bücher
- Mageloire de Paris. Paris 1961.
- Aqua toffana. Paris 1962.
- Leçons de chose. Paris 1965.
- Textes sans paroles. Paris 2001.
- Le BCD du peintre moderne. Paris 2002.
- Sexes sans paroles. Paris 2003.